# Вихри Гёртлера
Ви́хри Гёртлера — это вторичное течение, которое возникает в пограничном слое вблизи вогнутой поверхности. Если толщина пограничного слоя много меньше радиуса кривизны поверхности, давление внутри пограничного слоя остается постоянным вдоль нормали к поверхности. С другой стороны, если толщина пограничного слоя сравнима по порядку величины с радиусом кривизны поверхности, то центробежная сила создаёт разность давлений в пограничном слое. Это приводит к центробежной неустойчивости (неустойчивости Гёртлера) пограничного слоя и к последующему формированию вихрей Гёртлера.

## Число Гёртлера
Появление вихрей Гёртлера можно предсказать, используя безразмерный параметр, называемый числом Гёртлера. Это отношение центробежных сил к вязким силам внутри пограничного слоя. Оно определяется как
{\displaystyle G={\frac {U_{e}\theta }{\nu }}\left({\frac {\theta }{R}}\right)^{1/2}}
где
{\displaystyle U_{e}} = внешняя скорость
{\displaystyle \theta } = толщина потери импульса
{\displaystyle \nu } = кинематическая вязкость
{\displaystyle R} = Радиус кривизны поверхности
Неустойчивость Гёртлера возникает когда G превышает 0,3